# Виденсолен
Виденсолен (фр. Widensolen) — коммуна на северо-востоке Франции в регионе Гранд-Эст (бывший Эльзас — Шампань — Арденны — Лотарингия), департамент Верхний Рейн, округ Кольмар — Рибовилле, кантон Энсисем. До марта 2015 года коммуна административно входила в состав упразднённого кантона Андольсайм (округ Кольмар).
Площадь коммуны — 10,67 км², население — 1214 человек (2006) с тенденцией к стабилизации: 1208 человек (2012), плотность населения — 113,2 чел/км².

## Население
Численность населения коммуны в 2011 году составляла 1223 человека, а в 2012 году — 1208 человек.
| 1962 | 1968 | 1975 | 1982 | 1990 | 1999 | 2006 | 2007 | 2008 | 2011 | 2012 |
| ---- | ---- | ---- | ---- | ---- | ---- | ---- | ---- | ---- | ---- | ---- |
| 420  | 431  | 506  | 624  | 825  | 1051 | 1214 | 1238 | 1244 | 1223 | 1208 |

Динамика населения:

## Экономика
В 2010 году из 849 человек трудоспособного возраста (от 15 до 64 лет) 667 были экономически активными, 182 — неактивными (показатель активности 78,6 %, в 1999 году — 76,0 %). Из 667 активных трудоспособных жителей работали 620 человек (318 мужчин и 302 женщины), 47 числились безработными (23 мужчины и 24 женщины). Среди 182 трудоспособных неактивных граждан 62 были учениками либо студентами, 76 — пенсионерами, а ещё 44 — были неактивны в силу других причин.
На протяжении 2011 года в коммуне числилось 478 облагаемых налогом домохозяйств, в которых проживало 1212,5 человек. При этом медиана доходов составила 22848 евро на одного налогоплательщика.

## Достопримечательности (фотогалерея)

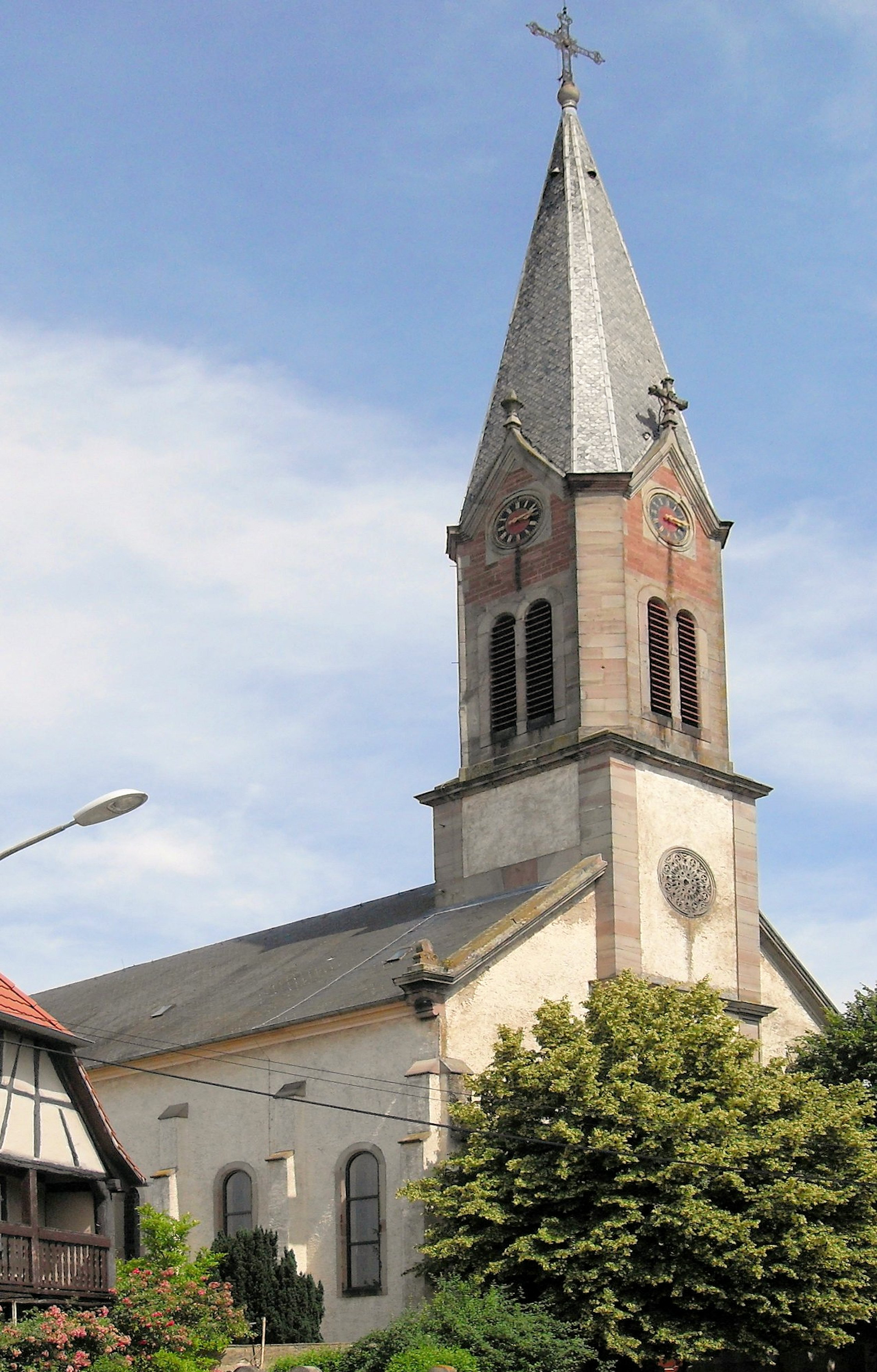
Церковь